# Kanai Hiroyuki

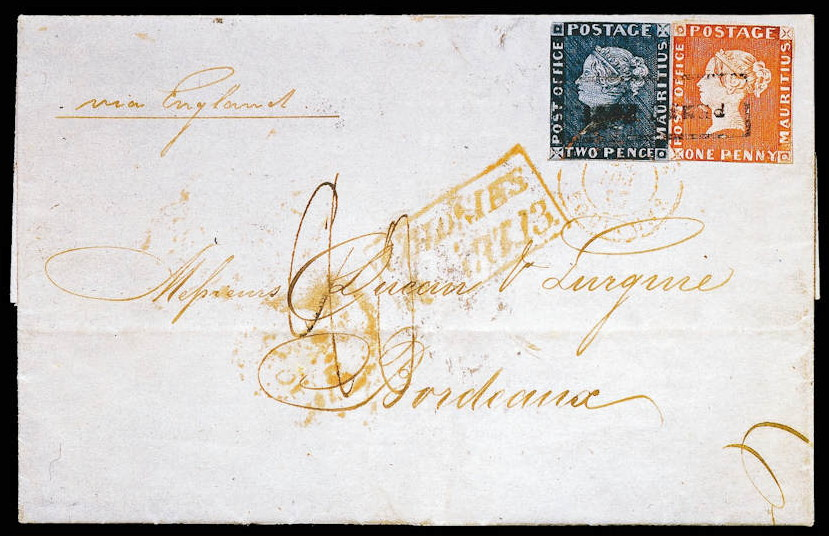
„Bordeaux-Brief“ mit beiden Mauritius-Briefmarken

Kanai Hiroyuki (jap. 金井 宏之; * 16. Mai 1925 in Amagasaki; † 26. Januar 2012) war ein japanischer Geschäftsmann, Schriftsteller und Philatelist.

## Leben
Sein Vater war ein reicher Geschäftsmann und im Alter von fünf Jahren begann er mit seiner Briefmarkensammlung. Mit 13 Jahren intensivierte er sein Hobby und gründete im Verlauf seines Hochschulstudiums zwei Sammlervereine. Zunächst absolvierte er ein Studium an einer technischen Fakultät der Nihon-Universität und danach studierte er politische Ökonomie an der renommierten Waseda-Universität. Anschließend arbeitete er für die Textilmaschinenfabrik, die einst sein Großvater gegründet hatte. Später wurde er Präsident von verschiedenen Unternehmen.
Zunächst war er Generalsammler und nach dem Zweiten Weltkrieg spezialisierte er sich auf Marken aus Japan, Finnland und den britischen Kolonien. Bekanntheit in Philatelistenkreisen erlangte er mit seiner zu der Zeit einmaligen Sammlung von Roten und Blauen Mauritius, wobei er insgesamt sechs Stück der 27 bekannten Exemplare dieser wertvollen Marke in seinen Besitz bringen konnte. Unter anderem erwarb er 1971 den „Bordeaux-Brief“ für 120 Millionen Yen, was damals über 1 Mio. US-Dollar entsprach; heute wären es über 7 Mio. US-Dollar. 1988 verkaufte er zunächst den „Bordeaux-Brief“; die restlichen berühmten Mauritius-Marken veräußerte er über das Auktionshaus David Feldman 1993 bei einer Auktion in Zürich. Er bekam viele Auszeichnungen und betätigte sich zuletzt als Direktor des Briefmarkenmuseums in Kōbe.

## Werke
- Mauritius no kitte: 1847-59 (モーリシャスの切手:1847-59). Gaikoku Kitte Kenkyūkai (Ausländische-Briefmarken-Forschungsgesellschaft) Osaka, 1976
- Hōsun no miryoku (方寸の魅力). Sōgensha, Osaka 1980
- Classic Mauritius: The Locally Printed Postage Stamps. Stanley Gibbons, 1981, 144 Seiten
- Hōsun itto (方寸一途). Yūshu Bunka Center (Philatelie-Kulturzentrum), Osaka 1991

## Auszeichnungen
- Verleihung des Violetten Bandes (Ehrenmedaille) durch den japanischen Kaiser Hirohito[1]
- 1991 Lichtenstein Award[7]